# دیسکورد
دیسکورد (به انگلیسی: Discord) یک نرم‌افزار برقراری تماس تلفنی در بستر شبکه برای سیستم عامل‌های ویندوز، آی‌اواس، اندروید، لینوکس و مک‌اواس و همچنین قابل اجرا در مرورگر وب است.
دیسکورد برای رایانه‌های شخصی به‌طور ویژه برای استفاده در هنگام بازی ساخته شده است، این نرم‌افزار از ویژگی‌هایی چون زمان پاسخگویی کم، سرورهای چت رایگان، تماس صوتی و تصویری بین دو یا چند کاربر، به اشتراک گذاری صدا و تصویر رایانهٔ شخصی و سرورهای اختصاصی برخوردار می‌باشد. تا ژوئن سال ۲۰۲۱ میلادی این برنامه بیش از ۳۵۰ میلیون عضو و همچنین ۱۵۰ میلیون کاربر فعال در هر ماه داشته است. همچنین پشتیبانی از ساخت ربات‌ها برای انجام کارها به صورت خودکار هم دارد
در حال حاضر دیسکورد در کشور ایران از دسترس خارج شده است. آزاد بودن ارسال محتوای جنسی در پلتفرم دیسکورد علت اعمال این محدودیت جدید اعلام شده است. گفته می‌شود در بعضی از گروه‌ها و کانال‌های موجود در دیسکورد کاربران فیلم‌های غیراخلاقی منتشر کرده‌اند و همین موضوع باعث شده این پلتفرم بار دیگر زیر تیغ فیلترینگ برود.
این پلتفرم به تازگی در کشورهای روسیه و ترکیه نیز به دلیل نقض قوانین کشور فیلتر شده است.

## تاریخچه
ایدهٔ Discord از جیسون سیترون گرفته شده که پیش از این پلتفرم بازی‌های اجتماعی OpenFeint برای بازی‌های موبایل و نیز استانیسلاو ویشنفسکی که پیش از این پلتفرم دیگری با نام Guildwork را تأسیس کرده بودند، گرفته شد. سیترون OpenFeint را در سال ۲۰۱۱ به GREE به مبلغ۱۰۴ میلیون دلار آمریکا فروخت و این مبلغ را برای تأسیس استودیو توسعه بازی به نام Hammer & Chisel در سال ۲۰۱۲ استفاده کرد. نخستین کالای آن‌ها با نام Fates Forever در سال ۲۰۱۴ منتشر شد که سیترون پیش‌بینی می‌کرد نخستین بازی MOBA برای پلتفرم‌های موبایل باشد، اما موفقیت تجاری نداشت.
به گفتهٔ سیترون، در طول فرایند توسعه، او متوجه شد برای تیمش بسیار سخن بود که تاکتیک‌ها را در بازی‌هایی مانند Final Fantasy XIV و League of Legends با استفاده از نرم‌افزارهای صوتی موجود انجام دهند. این تجربه منجر به توسعهٔ یک سرویس چت با تمرکز بر روی دوست‌یابی کاربر با حداقل تأثیر بر عملکرد شد. نام Discord انتخاب شد چون «جالب و مربوط به صحبت کردن» بود، گفتنش، تلفظش و به‌خاطر سپردنش ساده بود و برای علامت تجاری و وبسایت در دسترس بود. علاوه بر این، «ناهماهنگی در جامعهٔ گیمرها» مشکلی بود که آن‌ها می‌خواستند حل کنند و از این رو انتخاب نام Discord که به معنای ناهماهنگی است می‌توانست مناسب باشد.
پیش از چرخهٔ تأمین مالی در ماه اوت ۲۰۲۱، دیسکورد گزارش کرده بود که در سال ۲۰۲۰ ۱۳۰ میلیون دلار درآمد داشته است، که سه برابر درآمد سال قبل بود، و ارزش تقریبی ۱۵ میلیارد دلار داشت. به گفتهٔ سیترون، افزایش ارزش به دلیل تغییر از «خدمات ارتباطی رسانه‌های اجتماعی با دسترسی باز به فضاهای کوچک و دوستانه‌تر»، و همچنین افزایش استفاده از جریان پاندمی کووید-۱۹ بود. آن‌ها کاربرانی را که به دلیل نگرانی‌های حریم خصوصی از فیس‌بوک و سایر پلتفرم‌ها خارج می‌شدند، به بازار خود می‌آوردند. سیترون ادعا می‌کند که هنوز در مذاکرات با چندین خریدار بالقوه از جمله تمامی سازندگان اصلی کنسول‌های بازی هستند. شرکت توانست در سپتامبر ۲۰۲۱، ۵۰۰ میلیون دلار سرمایهٔ مازاد جذب کند.

## ویژگی‌ها
Discord بر ادارهٔ گروه‌ها متمرکز است. ابزارهای ارتباطی مانند تماس‌های صوتی و تصویری، اتاق‌های چت پایدار، و یکپارچه‌سازی با خدمات دیگر مرتبط با گیمرها، به همراه قابلیت کلی ارسال پیام‌های مستقیم و ایجاد گروه‌های شخصی در این پلتفرم وجود دارد.
سرورها
گروه‌های Discord به صورت مجموعه‌های مجزای کانال‌ها به نام سرور سازماندهی می‌شوند. اگرچه در ظاهر به آن‌ها سرور گفته می‌شود، اما در مستندات توسعه‌دهندگان به آن‌ها «گیلد» (guild) گفته می‌شود تا از سرورهای واقعی متمایز شوند. کاربران می‌توانند به صورت رایگان سرور ایجاد کنند، قابلیت دید عمومی آن‌ها را مدیریت کنند، و کانال‌های صوتی، متنی و دسته‌بندی‌هایی برای مرتب‌سازی کانال‌ها بسازند. اکثر سرورها محدودیت ۲۵۰٬۰۰۰ عضو دارند، اما این محدودیت در صورت تماس صاحب سرور با Discord قابل افزایش است.
انواع کانال‌ها
کانال‌ها می‌توانند برای چت صوتی و استریمینگ یا برای چت فوری و به اشتراک گذاری فایل، یا هر دو مورد، استفاده شوند.
در ماه مه ۲۰۲۱، Discord ویژگی کانال‌های استیج را معرفی کرد، که یک ویژگی مشابه با Clubhouse است و امکان ایجاد کانال‌های زنده و مدیریت شده برای گفتگوهای صوتی، بحث‌ها و کاربردهای دیگر فراهم می‌کند. این کانال‌ها ممکن است تنها برای کاربران دعوت‌شده یا با دسترسی‌های خاص قابل دسترسی باشند. ابتدا، کاربران می‌توانستند از طریق ابزار کشف استیج به دنبال کانال‌های باز با موضوعاتی مرتبط با علایق خود بگردند. این ابزار در ماه اکتبر ۲۰۲۱ متوقف شد.
پروفایل کاربران
کاربران در Discord با یک آدرس ایمیل ثبت نام می‌کنند و باید یک نام کاربری انتخاب کنند. تا نیمهٔ سال ۲۰۲۳، به منظور امکان استفاده از یک نام کاربری توسط چندین کاربر، به هر کاربر یک شناسه چهاررقمی به نام "ممیزگر" (یا به‌طور رایج "برچسب دیسکورد") اختصاص داده می‌شد که با "# " شروع می‌شد و به انتهای نام کاربری افزوده می‌شد. کاربرانی که مشترک Discord Nitro بودند، می‌توانستند این ممیزگر را به هر عدد چهاررقمی دلخواه تغییر دهند.
تماس‌های ویدیویی و استریمینگ
در ماه اکتبر ۲۰۱۷، تماس‌های ویدیویی و به اشتراک‌گذاری صفحه نمایش نیز به Discord افزوده شدند. این امکان به کاربران اجازه دادتا تماس‌های ویدیویی خصوصی با حداکثر ۱۰ نفر برقرار کنند، که بعدها به دلیل افزایش محبوبیت تماس‌های ویدیویی در طول شیوع ویروس کرونا (COVID-19) به ۵۰ نفر افزایش یافت.
توزیع دیجیتال
در اواخر ماه اوت ۲۰۱۸، Discord نسخهٔ بتای فروشگاه بازی‌های خودش را راه‌اندازی کرد که به کاربران امکان می‌دهد مجموعه‌ای انتخاب‌شده از بازی‌ها را از طریق خدمات آن خریداری کنند. این فروشگاه مجموعه‌ای ویژه از بازی‌های «نخستین در دیسکورد» است که توسعه‌دهندگان آن‌ها تأیید می‌کنند Discord به آن‌ها کمک کرده و این بازی‌ها را به‌مدت ۹۰ روز به‌طور انحصاری در فروشگاه دیسکورد عرضه می‌کنند. همچنین، همراه با افزایش قیمت Nitro از ۴٫۹۹ دلار به ۹٫۹۹ دلار در ماه، مشترکان Discord Nitro به یک مجموعهٔ متنوع از بازی‌ها به‌عنوان بخشی از اشتراک‌شان دسترسی پیدا می‌کنند. به علاوه، خدمات ارزان‌تری به نام 'Nitro Classic' معرفی شده که از همان مزایای Nitro برخوردار است، اما شامل بازی‌های رایگان نمی‌شود.
ابزارها و ربات‌های توسعه‌دهندگان
در دسامبر ۲۰۱۶، شرکت دیسکورد API GameBridge را راه‌اندازی کرد که به توسعه‌دهندگان اجازه می‌دهد تا مستقیماً با Discord درون بازی‌ها ادغام شوند.
در دسامبر ۲۰۱۷، Discord کیت توسعهٔ نرم‌افزاری را به نام «ریچ پریزنس» اضافه کرد که به توسعه‌دهندگان امکان ادغام بازی‌هایشان با سرویس را می‌دهد. این ادغام معمولاً برای اتصال بازیکنان به یکدیگر از طریق Discord یا نمایش اطلاعات پیشرفت بازیکن در پروفایل Discord استفاده می‌شود.
افزونه‌های غیررسمی
اگرچه Discord تغییرات را ممنوع کرده است، اما بسیاری از افزونه‌های غیررسمی ساخته شده‌اند. به‌عنوان مثال، BetterDiscord و Vencord تغییری مربوط به نسخه دسکتاپ Discord است که نصب انواع پلاگینها را اجازه می‌دهد. این پلاگین‌ها قابلیت‌های موجود را بهبود می‌بخشند یا ویژگی‌هایی را اضافه می‌کنند که توسط Discord ارائه نشده است.